# يوكي ناكاتا
يوكي ناكاتا (باليابانية: 中田有紀؛ بالكانا: なかた ゆき) هي منافسة ألعاب القوى يابانية، ولدت في 10 مارس 1977.

## وصلات خارجية
- يوكي ناكاتا على موقع الاتحاد الدولي لألعاب القوى (الإنجليزية)
- يوكي ناكاتا على موقع أوليمبيديا (الإنجليزية)